# Prodidactis mystica
Prodidactis mystica  (лат.) — вид разнокрылых бабочек (инфраотряд Heteroneura), единственный в составе семейства Prodidactidae из клады двупорые (Ditrysia). Систематическое положение дискутируется. Южная Африка.

## Распространение
Эндемик Южной Африки (Зимбабве, Свазиленд, ЮАР).

## Описание
Размер бабочек около 4 см. Питаются на стильбовых растениях Nuxia congesta (Nuxia, Stilbaceae). Крылья покрыты чешуйками серовато-жёлтого цвета с отдельными красновато-бурыми пятнами. Нижнечелюстные и нижнегубные щупики 3-члениковые (лабиальные пальпы сильно редуцированные). Оцеллии и птеростигма отсутствуют. Усики нитевидные, межполовые различия и антеннальный гребень отсутствуют. Формула шпор голеней ног: 0-2-4. Гусеницы голые (длина на последней стадии развития 22—26 мм), зеленоватые с жёлтыми отметинами (голова красно-коричневая). Куколки окукливаются в коконе на листьях растения-хозяина. Имаго появляются с октября по март.

## Систематика
Систематическое положение среди бабочек этого загадочного вида остаётся неясным. В разное время вид (род и семейство) сближали с разными надсемействами чешуекрылых. Род относили к семействам листовёрток (Tortricidae), горностаевых молей (Yponomeutidae) и слизневидок (Limacodidae). Учитывая признаки гусениц вид включали в семейство огнёвок-травянок (Crambidae, Pyraloidea). Основываясь на новых молекулярных и морфологических доказательствах в последней ревизии (Kaila et al. 2013) вид Prodidactis mystica сближают с семейством Hyblaeidae, включая Prodidactidae в надсемейство Hyblaeoidea.
Вид был впервые описан в 1918 году английским энтомологом Эдвардом Мейриком (1854—1938) под названием Crothaema mystica Meyrick, 1918 в составе семейства листовёрток, а в 1921 году тот же исследователь выделил его в отдельный род Prodidactis.
В 2015 и 2017 годах авторы рассматривают семейство Prodidactidae валидным в составе Hyblaeoidea.